# Blohm & Voss Ha 135
O Blohm & Voss Ha 135 foi o primeiro avião construído pela empresa Blohm & Voss. Este biplano bilugar foi construído pela subsidiária da Blohm & Voss que estava responsável por produzir partes metálicas para aviões. Foi desenvolvida para dar à empresa alguma experiência na área aeronáutica. Foi desenvolvido para actuar como um avião de treino para o Ministério da Aviação do Reich, contudo, tendo-se provado incapaz de desempenhar tal função, foi vendido como uma avião desportivo.